# Thomas Bickel
Thomas Bickel, född 6 oktober 1963 i Aarberg i Schweiz, är en schweizisk före detta fotbollsspelare.